# Herråkra landskommun
Herråkra landskommun var en tidigare kommun i Kronobergs län.

## Administrativ historik
När 1862 års kommunalförordningar trädde i kraft inrättades denna landskommun i Herråkra socken i Uppvidinge härad i Småland. År 1939 bröts en del av dess område ut för att tillsammans med likaledes utbrutna delar ur Ljuder och  Hovmantorp bilda Lessebo köping.
Resterande Herråkra gick vid kommunreformen 1952 upp i dåvarande Lenhovda landskommun.
Sedan 1971 tillhör området Uppvidinge kommun.